# Dick Anthony Williams
Richard Anthony Williams (Chicago, 9 de agosto de 1934 – Van Nuys, 16 de febrero de 2012) fue un actor estadounidense, reconocido por sus papeles en el teatro de Broadway en The Poison Tree, What the Wine-Sellers Buy y Black Picture Show, y por su aparición en películas blaxploitation de la década de 1970 como The Mack y Slaughter's Big Rip-Off.
El actor falleció de cáncer en febrero de 2012 en Van Nuys, California.

## Filmografía seleccionada

### Cine
- Uptight (1968) – Corbin
- The Lost Man (1969) – Ronald
- The Anderson Tapes (1971) – Spencer
- Who Killed Mary What's 'Er Name? (1971) – Malthus
- The Mack (1973) – Tony
- Slaughter's Big Rip-Off (1973) – Joe Creole
- Five on the Black Hand Side (1973) – Preston
- Tarde de perros (1975) – Conductor de la limusina
- Deadly Hero (1975) – Winston
- The Long Night (1976) – Paul
- The Deep (1977) – Slake
- An Almost Perfect Affair (1979) – Andrew Jackson
- The Jerk (1979) – Taj
- Hollow Image (1979)
- Sister, Sister (1982) – Reverendo Richard Henderson
- Grizzly II: The Concert (1983) – Charlie
- The Star Chamber (1983) – Detective Paul Mackey
- Summer Rental (1985) – Dan Gardner
- Gardens of Stone (1987) – Slasher Williams
- Tap (1989) – Francis
- Mo' Better Blues (1990) – Williams
- Edward Scissorhands (1990) – Oficial Allen
- The Rapture (1991) – Henry
- The Gifted (1993)
- The Players Club (1998) – Sr. Armstrong
- Virgin Again (2004) – David
- The Stolen Moments of September (2007) – Asa Jamir / Henry Washington
- Steam (2007) – August
- Blood and Bone (2009) – Roberto